# Héloïse

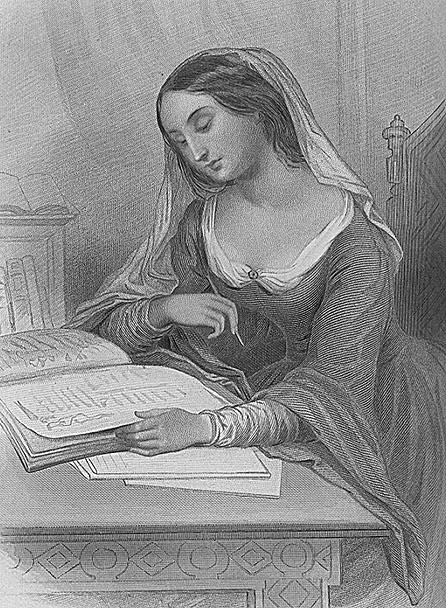
19. századi ábrázolás Heloïse-ról

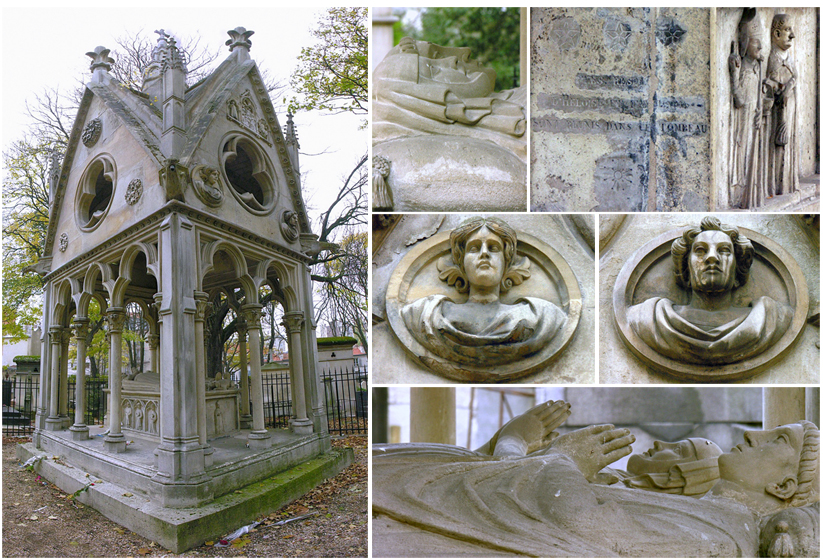
A párizsi Père-Lachaise temetőben található kripta

Héloïse (ismert mint Héloise, Hélose, Heloisa, és Helouisa néven is), (1095 – 1164), Abélard tanítványa és szerelme volt. Levelezésük  a leghíresebb szerelmi vallomások közé tartoznak.
Héloïse Párizsban élt Fulbert nevű, pap nagybátyja gyámsága alatt, és 18 éves korában lett Abélard tanítványa. Megtanult latinul, görögül és héberül, és elismert volt intelligenciájáért.
Tragikus életéről, titkos házasságáról Abélárd-ral, Abélárd megcsonkításáról, fiuk születéséről és örökbeadásáról, a zárdába vonulásról az Abélard-ral való levelezésekből olvashatunk. Azonban leveleik eredeti változata nem maradt fenn az utókor számára.
Életéről és Abélard-ral való viszonyáról több irodalmi alkotás, sőt színdarab is készült.
Nem tudni pontosan, Héloïse és Abélard hol van eltemetve, több ellentétes elmélet is van: állítólag a 19. században a párizsi Père-Lachaise temetőben temették újra őket, egymás mellé és építettek nekik emlékművet.